# 卞留念
卞留念（1962年6月—），男，汉族，江苏南京人，中国作曲家，一级作曲，现任中国文艺志愿者协会副主席。